# 徐繼宗
徐繼宗（英語：Jone Chui，1975年5月19日—），香港著名音樂人、作曲人、填詞人、唱作人、唱片監製，曾任職伯樂音樂學院音樂製作及科技系導師。

## 背景
徐繼宗早年在九龍油塘灣徙置區長大，就讀聖安當小學（1987年小六）、聖言中學以及天主教普照中學。於中學時期已經和同學在香港文化中心街頭表演，其後與友人區永權、陳鳳組成樂隊「星盒子」往台灣發表專輯。徐繼宗於1998年發表第一首歌曲《盲頭烏蠅》（劉愷威），於2001年重返香港成為作曲人，並於2002年憑《是誰》奪得第十四屆CASH流行歌曲創作大賽冠軍。徐繼宗至今已發表過百首歌曲，主要負責作曲及填詞，近年亦開始參與編曲及歌曲監製之工作。歷年來，他的代表作多不勝數，其中最為膾灸人口的是《十七歲》（劉德華）及《心淡》（容祖兒），而其個人暫時最滿意的作品為《馬戲小公主》（朱茵）及《十七歲》（劉德華）。2020年於J2節目我們的音樂時代透露最喜歡作品為《出走太平洋》，節目中徐繼宗大爆麥浚龍造歌要求奇怪，首首歌都唱到想死。現為伯樂音樂學院音樂製作及科技系導師。
2018年曾與家人移民加拿大溫哥華。

## 幕後製作
1998年
- 古巨基 - Be My Valentine（曲）
- 杜德偉 - 走火（曲）
- 杜德偉 - 跑遠（曲／徐繼宗、林一峰、原友蘭詞）
- 劉愷威 - 童話（詞）
- 劉愷威 - 盲頭烏蠅（曲／詞）
- 劉愷威 - 別月（曲／徐繼宗、林一峰、張景謙詞）

2000年
- 莫文蔚 - 再生（曲）

2002年
- 星盒子 - 15:23（曲／詞）
- 星盒子 - 第四根手指尾（詞／徐繼宗、區永權曲）
- 星盒子 - 天空一片藍（曲／詞）
- 星盒子 - 我不是耶穌（曲／詞）
- 星盒子 - 我是你的臘腸狗（曲／詞）
- 星盒子 - 紅綠燈（曲／林一峰、徐繼宗詞）
- 星盒子 - SAYONARA（曲／詞）
- 星盒子 - 一個不懂駛機車的傻子（曲／詞）
- 星盒子 - 空白（曲）
- 星盒子 - 我愛墾丁（詞）
- 星盒子 - 002852......（曲／詞）

2003年
- 朱　茵 - 原地跳（曲／詞）
- 朱　茵 - 馬戲小公主（曲／詞）
- 朱　茵 - 我有快樂（曲／詞）
- 容祖兒 - 心淡（曲）
- 容祖兒 - 出賣（曲）
- 葉文輝 - 沒有你沒有我（曲）
- 劉德華 - 17歲（曲／劉德華、徐繼宗詞）
- 劉德華 - 情人敵人（曲／詞）
- 關心妍 - 是誰（曲／詞）

2004年
- Boy'z - 美麗與快樂（曲）
- Boy'z - 回歸線（曲）
- 容祖兒 - 分身術（曲）
- 傅珮嘉 - 大將之風（曲）
- 劉德華 - 聽話了（曲）

2005年
- 吳日言 - 灰（曲）
- 吳日言 - 說中了（曲／詞／監）
- 麥浚龍 - 濛（曲）
- 麥浚龍 - 天台晚餐（曲）
- 劉德華 - 我得你（曲）
- 劉德華 - 繼續談情（曲／詞）
- 劉德華 - 天比高（曲）
- 薛凱琪 - 男孩像你（曲）

2006年
- I Love You Boyz - 歡樂粒宵（曲／監）
- 官恩娜 - 不理痛（曲／詞）
- 容祖兒 - 上次坐飛機（曲）
- 容祖兒 - Be True（曲）
- 梁靖琪 - 小樽（曲）
- 劉德華 - 累鬥累（曲）

2007年
- 光　良 - I Miss You（曲／陳婧、徐繼宗詞）
- 洪卓立 - 愛·無膽（監）
- 洪卓立 - 目前（監）
- 洪卓立 - 躺一躺（曲／監／張美賢、徐繼宗詞）
- 洪卓立 - 直間恤衫（曲／監）
- 洪卓立 - 鬆郁矇（監）
- 范萱蔚、林　泳 - 邊愛邊罵（曲）
- 許志安 - 感情何價（曲）
- 蔣雅文 - 一個人旅行（曲）
- 鄧麗欣 - 不速之約（曲）

2008年
- I Love You Boyz - 歡樂粒宵（曲／監／徐繼宗、I Love You Boyz詞／謝國維、徐繼宗編）
- 王祖藍 - 豬豬BB UN咕咕（曲）
- 麥浚龍 - 酷兒（曲）
- 麥浚龍 - 鐵甲人（曲）
- 麥浚龍 - 舌尖紋了瑪利亞（曲）
- 裕　美 - 友達戀人（曲／詞）
- 劉浩龍 - 神啊！求求讓我睡（曲）
- 劉德華 - 一晚長大（徐繼宗、劉德華詞）
- 劉德華 - I Wish（曲／詞）
- 鄭　融 - 問題少女（曲）

2009年
- 王凱駿 - 大傻（詞／謝國維、徐繼宗曲）
- 麥浚龍 - 生死疲勞（曲）
- 楊千嬅 - 我在橋上看風景（曲）
- 劉德華 - 痴心不再流行（曲／徐繼宗、劉德華詞）
- 劉德華 - 你是我所有（徐繼宗、劉德華詞）
- 衛　蘭 - Speechless（曲）

2010年
- 王梓軒 - 一千種方法（陳婧、徐繼宗詞）
- 何韻詩 - 出走太平洋（曲／徐繼宗、陳婧詞）
- 周麗淇 - 願望（曲）
- 洪卓立 - 故事未完（曲／監／Adrian Chan、徐繼宗編）
- 許志安 - 忘了忘不了（曲）
- 連詩雅 - 我們的一小時（曲）
- 陳柏宇 - 潮人蜜語（曲／伍仲衡、謝國維、徐繼宗編）
- 陳偉霆 - 穿心箭（徐繼宗、Rocky Lee詞）
- 葉文輝 - 我為你唱歌（曲／徐繼宗、葉文輝詞）
- 鄭家維 - 明日之最（曲／徐繼宗、Barry Chung）
- 鄭家維 - 夢見你（曲）

2011年
- 湯駿業 - 萬念（曲）
- 羅志祥 - 拼什麼（曲）

2012年
- ILUB - 柚子（曲／編／監）
- ILUB - 叱咤大明星（曲／監）
- ILUB、鄭裕玲 - 艾粒嘟叮噹（I Love Do啦A夢）（曲／編／監）
- Jase@C AllStar - 密室（曲／編）
- 楊千嬅 - 親（曲）

2013年
- 周美欣 - 後知後覺（詞／陳台證、徐繼宗監）
- 湯駿業 - 草食男女（曲／詞／編／監）
- 溫昇豪 - 向我走來（Say Yes）（曲）
- 賈曉晨 - 藥到病除（詞）
- 譚詠麟、李克勤 - 左顧右盼（曲）

2014年
- 朱豔強 - 但願人人玩長久（曲／監／徐繼宗、朱豔強詞）
- 朱豔強 - 搏你一笑（曲／監）
- 何雁詩 - 小綿羊（詞）
- 何雁詩、張子 - 線上情歌（詞）
- 洪卓立 - 是愛情（曲）
- 洪卓立 - 內有愛犬（曲／編）
- 洪卓立 - 小時了了（曲）
- 張智霖 - 不請自愛（曲）
- 連詩雅 - 時間開的玩笑（曲）
- 彭永琛 - 女撒旦（曲／徐繼宗、Jerald監）

2015年
- 張紋嘉 - 最佳男主角（曲／Edward Chan、徐繼宗監）
- 張敬軒 - 緋茘榭‧少年（曲／詞）
- 楊千嬅 - 沒關係不是愛情（曲）
- 鄧養天 - 說分手是一種本領（曲）

2016年
- 吳業坤 - 被單身的人（曲）
- 徐天佑 - 密陽（編／監）
- 徐天佑 - 史上最遠離家出走（監）
- 湯駿業 - 森山大道（曲）

2017年
- ILUB - 寶寶很苦（曲／監）
- 江若琳 - 思念做宵夜（曲／詞／監）
- 徐天佑 - 我們沒有不期而遇（監）
- 陳奕迅 - 之外（曲）
- 麥浚龍 - 人渣（曲）
- 衛　詩 - 缺氧（曲）
- 衛　蘭 Feat. 衛　詩 - 細細個（曲）

2018年
- Shine - 不怕（曲）
- 官恩娜 - 寶貝兒（曲）
- 莫家淦 - 無可替代（監）

2019年
- 徐天佑 - 新浪漫（監）
- 徐天佑 - 不只你一個（監／溫翰文、徐繼宗編）
- 徐繼宗 - 永遠有選擇（曲／詞）
- 張敬軒 - 感情寄生族（曲）
- 許靖韻 - 逆流成河（曲／許靖韻、陳智霖、徐繼宗詞）
- 陳柏宇 - 金草莓（曲）
- 麥浚龍 - 寂寞就如（曲）
- 鄧小巧 - 香檳女狼（曲）
- 謝安琪 - 其實寂寞（曲）

2020年
- 沈震軒、劉美君 - 局內人（Jerald、徐繼宗曲）
- 周柏豪 - 劫後餘生（曲）
- 梁漢文 - 再見童夢零（曲）
- 麥浚龍、謝安琪 - 合唱歌（曲）
- 劉德華 - 繼續美麗（曲）
- 鄧小巧 - 與人同行（曲／謝國維、徐繼宗編／監）

2021年
- C AllStar - 還有48小時（曲）
- P1X3L - BRACELESS（Jerald、徐繼宗曲）
- 方皓玟 - 你好嗎（曲）
- 胡鴻鈞 - 整親（曲）
- 容祖兒 - 辛苦你了（曲）
- 容祖兒 - 明天見（曲）
- 張敬軒 - 輕時光（曲）
- 謝高晉 - 一對受害人（曲）

2022年
- COLLAR - Never-never Land（曲）
- 黃敏晴 - Style Z（詞）
- 壞碑唇 - 笑著說謊 Lying Smile（詞）
- 蕭正楠 - 小小大人物（詞）

2023年
- 李克勤 - 飢餓的毛毛蟲（曲／詞）
- 區永權 - 把稿當歌（詞）
- 陳泳伽 - 奇異小姐（曲）
- 蘇麗珊 - 一下子就不愛（曲）

2024年
- 小　肥、6號@RubberBand - 大巡遊（曲／編／徐繼宗、李偉@RubberBand監）
- 李　佳 - 再找一天忘記你（詞）
- 李璧琦 - 向明日乾杯 Be Healed（曲）
- 黃明德 - 自我反省（曲）

2025年
- 柯驛誼 - 過期少女（曲）
- 陳健安 - 沒有時間（曲）
- 曾傲棐 - 時間的碎片（曲）
- 藍奕邦 - 努力地生活（藍奕邦、徐繼宗曲／詞）

## 派台歌曲成績
| 派台歌曲成績 | 派台歌曲成績 | 派台歌曲成績 | 派台歌曲成績 | 派台歌曲成績 | 派台歌曲成績 | 派台歌曲成績                   |
| ------------ | ------------ | ------------ | ------------ | ------------ | ------------ | ------------------------------ |
| 唱片         | 歌曲         | 903          | RTHK         | 997          | TVB          | 備註                           |
| 2019年       |              |              |              |              |              |                                |
|              | 永遠有選擇   | 9            | -            | -            | ×            | 加拿大至 HIT 中文歌曲排行榜: 4 |

| 各台冠軍歌總數 | 各台冠軍歌總數 | 各台冠軍歌總數 | 各台冠軍歌總數 | 各台冠軍歌總數    |
| -------------- | -------------- | -------------- | -------------- | ----------------- |
| 903            | RTHK           | 997            | TVB            | 備註              |
| 0              | 0              | 0              | 0              | 四台冠軍歌總數：0 |

- （*）表示仍在榜上
- （×）沒有派往該台